# Сарате, Карлос
Карлос Сарате Серна (исп. Carlos Zárate Serna; родился 23 мая 1951 года в Мексике) — мексиканский боксёр-профессионал, выступавший в легчайшей и 2-й легчайшей весовых категориях. Чемпион мира в легчайшей (версия WBC, 1976—1979) весовой категории. Один из лучших мексиканских боксеров в истории. Величайший боксер всех времен в категории легчайшего веса по версии американского журнала «Ринг». Лауреат Международного зала славы бокса в Канастоте.

## Профессиональная карьера
Дебютировал в феврале 1970 года.
В мае 1976 года Сарате вышел на ринг против обладателя титула WBC в легчайшем весе Родольфо Мартинеса. В 9-м раунде Сарате отправил соперника в нокаут и стал новым чемпионом мира.
В августе 1976 года Сарате в первой защите титула вышел против австралийца Пола Феррери. Мексиканец победил техническим нокаутом в 12-м раунде.
В ноябре 1976 года Сарате встретился с боксёром из Японии Варуингэ Накаяма. Сарате нокаутировал соперника в 4-м раунде, во второй раз защитив титул.
В феврале 1977 года Сарате вышел на ринг против филиппинца Фернандо Кабанелы. В 3-м раунде бой остановили из-за рассечения у Кабанелы. Сарате победил техническим нокаутом, защитив титул в третий раз.
В апреле 1977 года Сарате встретился со знаменитым соотечественником Альфонсо Саморой. Бой был нетитульным. Сарате победил техническим нокаутом в 4-м раунде.
В октябре 1977 года Сарате вышел на четвертую защиту титула чемпиона мира против бразильца Данило Батисты. Сарате нокаутировал соперника в 6-м раунде.
В декабре 1977 года Сарате встретился с испанцем Хуаном Франсиско Родригесом. В 3-м и 4-м раундах Сарате посылал соперника на канвас, в 5-м раунде бой был остановлен. Сарате победил техническим нокаутом.
В феврале 1978 года Сарате вышел на ринг против американца Альберто Давилы. Сарате защитил титул в 6-й раз, победив техническим нокаутом в 8-м раунде.
В апреле 1978 года Сарате встретился с пуэрториканцем Андресом Эрнандесом. Бой проходил на территории соперника. Сарате победил техническим нокаутом в 13- раунде.
В октябре 1978 года Сарате поднялся во 2-й легчайший вес и встретился с легендарным пуэрто-риканским чемпионом Вильфредо Гомесом. Оба боксера на момент боя имели внушительные «нокаутёрские» послужные списки: 52-0-0 (51 KOs) — Сарате, 21-0-1 (21 KOs) — Гомес. На кону стоял принадлежавший Гомесу титул WBC. В 4-м раунде Гомес дважды посылал Сарате на канвас. Второй нокдаун произошёл сразу после того, как прозвучал гонг об окончании раунда. В 5-м раунде Гомес снова послал соперника в нокдаун, после чего секунданты мексиканца выбросили полотенце. Гомес победил техническим нокаутом. Сарате потерпел первое поражение в карьере.